# Alaincourt (Aisne)
Pour les articles homonymes, voir Alaincourt.
Alaincourt est une commune française située dans le département de l'Aisne en région Hauts-de-France.

## Géographie
La commune d'Alaincourt est située à 49° 46 de latitude septentrionale et à 3° 22 de longitude du méridien de Paris, à l'altitude de 57 m (au lieudit les Éguillons) et à 107 m au signal géodésique. Elle est située sur la route départementale D 34 allant de Mézières-sur-Oise à Moÿ-de-l'Aisne à 2,2 km de cette dernière, à 14 km au sud de Saint-Quentin et à 30 km au nord de Laon.
Alaincourt est un village qui fait partie des Hauts-de-France, de l'arrondissement de Saint-Quentin et du canton de Ribemont. Il est traversé par le canal de la Sambre à l'Oise, par l'Oise et divers bras de l'Oise. Il possède quelques peupleraies et des étangs.

### Communes limitrophes
| Urvillers | Berthenicourt      | Séry-lès-Mézières  |
| Cerizy    | Alaincourt (Aisne) | Brissy-Hamégicourt |
|           | Moÿ-de-l'Aisne     |                    |

### Hydrographie
La commune est située dans le bassin Seine-Normandie. Elle est drainée par le canal de la commune de Mézières-sur-Oise, le canal de la Sambre à l'Oise, l'Oise, divers bras de l'Oise,.
Le canal de la commune de Mézières-sur-Oise est un canal, chenal non navigable de 11 km qui prend sa source dans la commune dedans la commune de Origny-Sainte-Benoite et se termines à  sur la commune, après avoir traversé neuf communes.
L'Oise prend sa source en Belgique, à 309 mètres d'altitude, dans l'ancienne commune de Forges et se jette dans la Seine à 20 mètres d'altitude, au Pointil en rive droite et en aval du centre de Conflans-Sainte-Honorine dans le département des Yvelines. D'une longueur 341 kilomètres, elle est presque entièrement navigable et bordée de canaux sur 104 kilomètres.
Le bras de Oise, d'une longueur de 17 km, prend sa source dans la commune de Châtillon-sur-Oise et se jette  dans l'Oise (rive gauche) à Achery, après avoir traversé huit communes.

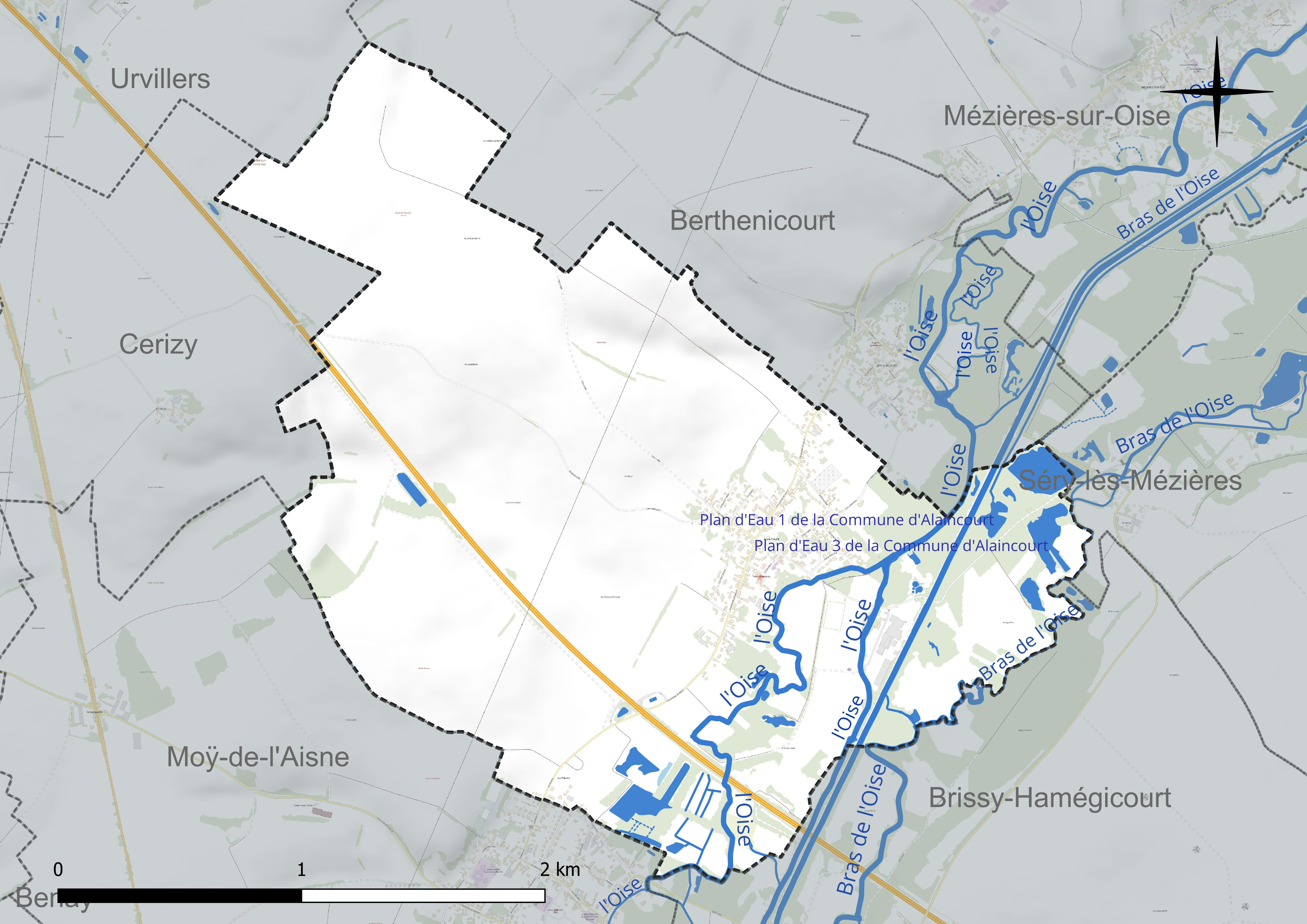
Réseau hydrographique d'Alaincourt.

Trois plans d'eau complètent le réseau hydrographique : le plan d'eau 1 de la commune d'Alaincourt (1 ha), le plan d'eau 2 de la commune d'Alaincourt, d'une superficie totale de 3,7 ha (3,4 ha sur la commune) et le plan d'eau 3 de la commune d'Alaincourt (2,5 ha),.

### Climat
Pour des articles plus généraux, voir Climat des Hauts-de-France et Climat de l'Aisne.
En 2010, le climat de la commune est de type climat océanique dégradé des plaines du Centre et du Nord, selon une étude du CNRS s'appuyant sur une série de données couvrant la période 1971-2000. En 2020, Météo-France publie une typologie des climats de la France métropolitaine dans laquelle la commune est dans une zone de transition entre le climat océanique et le climat océanique altéré et est dans la région climatique Nord-est du bassin Parisien, caractérisée par un ensoleillement médiocre, une pluviométrie moyenne régulièrement répartie au cours de l'année et un hiver froid (3 °C).
Pour la période 1971-2000, la température annuelle moyenne est de 10,6 °C, avec  une amplitude thermique annuelle de 14,8 °C. Le cumul annuel moyen de précipitations est de 694 mm, avec 11,5 jours de précipitations en janvier et 8,8 jours en juillet. Pour la période 1991-2020 la température moyenne annuelle observée sur la station météorologique la plus proche, située sur la commune de Fontaine-lès-Clercs à 12 km à vol d'oiseau, est de 10,8 °C et le cumul annuel moyen de précipitations est de 683,4 mm,. Pour l'avenir, les paramètres climatiques de la commune estimés pour 2050 selon différents scénarios d'émission de gaz à effet de serre sont consultables sur un site dédié publié par Météo-France en novembre 2022.

## Urbanisme

### Typologie
Au 1er janvier 2024, Alaincourt est catégorisée bourg rural, selon la nouvelle grille communale de densité à 7 niveaux définie par l'Insee en 2022.
Elle est située hors unité urbaine. Par ailleurs la commune fait partie de l'aire d'attraction de Saint-Quentin, dont elle est une commune de la couronne,. Cette aire, qui regroupe 120 communes, est catégorisée dans les aires de 50 000 à moins de 200 000 habitants,.

### Occupation des sols
L'occupation des sols de la commune, telle qu'elle ressort de la base de données européenne d'occupation biophysique des sols Corine Land Cover (CLC), est marquée par l'importance des territoires agricoles (83,7 % en 2018), une proportion identique à celle de 1990 (83,7 %). La répartition détaillée en 2018 est la suivante : 
terres arables (68 %), prairies (14,9 %), zones urbanisées (8,4 %), forêts (7,9 %), zones agricoles hétérogènes (0,8 %).
L'évolution de l'occupation des sols de la commune et de ses infrastructures peut être observée sur les différentes représentations cartographiques du territoire : la carte de Cassini (XVIIIe siècle), la carte d'état-major (1820-1866) et les cartes ou photos aériennes de l'IGN pour la période actuelle (1950 à aujourd'hui).

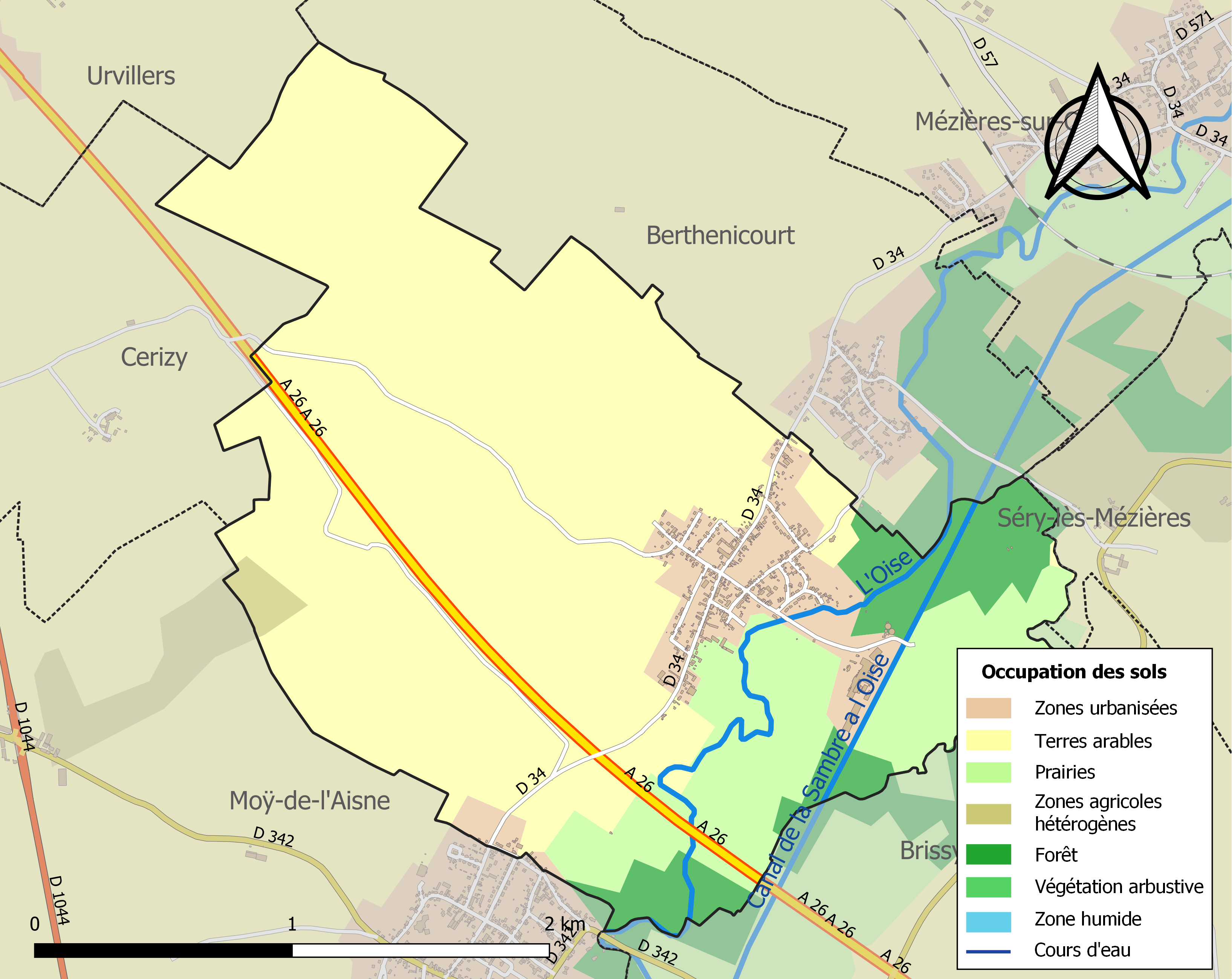
Carte des infrastructures et de l'occupation des sols de la commune en 2018 (CLC).

## Toponymie
Le nom de la localité est attesté sous les formes Halincurt en 1168, Elleincourt en 1174, Allaincourt en 1189 puis Ailincourt, Allencourt, Ville d'Alincourt, Allincourt vers 1750 sur la carte de Cassini et enfin le nom actuel Alaincourt au XIXe siècle.

Ce toponyme est d'origine germanique ; attesté par sa terminaison en -curt, devenu -court en français précédé de l'anthroponyme Allinus.

## Histoire
|  |

Alaincourt était un hameau dépendant de Berthenicourt dont il fut séparé en 1285 et érigé en paroisse par Guy IV seigneur du Moy.
Le nom du village apparaît pour la première fois en l'an 1168, sous l' appellation de Halincourt dans un cartulaire de l'abbaye d'Homblières.
Ce nom changera ensuite en fonction des différents transcripteurs : Elleincourt, Allaincourt, Allencourt, Allincourt sur la carte de Cassini vers 1750 et l'orthographe actuelle Alaincourt au XIXe siècle
.
Carte de Cassini

La carte de Cassini montre qu'au XVIIIe siècle, Alaincourt est une paroisse située sur la rive droite de l'Oise. Un chemin est en projet pour relier le village à Moy.

### Passé ferroviaire du village
|  |  |  |  |

De 1898 à 1963, Alaincourt a été traversé par la ligne de chemin de fer de Mézières-sur-Oise à La Fère qui , venant de Berthenicourt, passait à l'ouest du village et se dirigeait vers Moy-de-l'Aisne.
 
Chaque jour, trois trains s'arrêtaient dans chaque sens devant la gare  pour prendre les passagers qui se rendaient soit à Saint-Quentin, soit à Guise ou dans l'autre sens à La Fère.
A une époque où le chemin de fer était le moyen de déplacement le plus pratique, cette ligne connaissait un important trafic de passagers et de marchandises. 

À partir de 1950, avec l'amélioration des routes et le développement du transport automobile, le trafic ferroviaire a périclité et la ligne a été fermée en 1963. Les rails ont été retirés ; l'emplacement de la ligne est aujourd'hui baptisé rue du Petit-Train. Quelques tronçons de l'ancienne ligne subsistent encore de nos jours utilisés comme sentier de randonnée. La gare désaffectée a été vendue.

## Politique et administration

### Découpage territorial
La commune d'Alaincourt est membre de la communauté de communes du Val de l'Oise, un établissement public de coopération intercommunale (EPCI) à fiscalité propre créé le 1er janvier 2014 dont le siège est à Mézières-sur-Oise. Ce dernier est par ailleurs membre d'autres groupements intercommunaux.
Sur le plan administratif, elle est rattachée à l'arrondissement de Saint-Quentin, au département de l'Aisne et à la région Hauts-de-France. Sur le plan électoral, elle dépend du  canton de Ribemont pour l'élection des conseillers départementaux, depuis le redécoupage cantonal de 2014 entré en vigueur en 2015, et de la deuxième circonscription de l'Aisne  pour les élections législatives, depuis le dernier découpage électoral de 2010.

### Administration municipale
| Période                                  | Période | Identité          | Étiquette | Qualité |
| ---------------------------------------- | ------- | ----------------- | --------- | ------- |
| Les données manquantes sont à compléter. |         |                   |           |         |
| 1764                                     | ...     | Guillaume Detalle |           |         |

| Période                                  | Période                       | Identité                       | Étiquette | Qualité                                   |
| ---------------------------------------- | ----------------------------- | ------------------------------ | --------- | ----------------------------------------- |
| Les données manquantes sont à compléter. |                               |                                |           |                                           |
| 1er novembre 1792                        | 1807                          | Jean Cordier                   |           |                                           |
| 1er janvier 1808                         | 30 juin 1816                  | Louis Joseph Gourdin           |           |                                           |
| 1er juillet 1816                         | 31 décembre 1831              | Louis Charles Lenfant          |           |                                           |
| 1er janvier 1832                         | 10 septembre 1848             | Charles Louis Quentin Ducauroy |           |                                           |
| 12 septembre 1848                        | 21 septembre 1870             | Constant Célestin Lenfant      |           |                                           |
| 22 septembre 1870                        | 30 avril 1871                 | Charles Louis Cochet           |           |                                           |
| Les données manquantes sont à compléter. |                               |                                |           |                                           |
| mars 2001                                | mars 2014                     | Jean-Marie Bidaux              | DVD       |                                           |
| mars 2014                                | En cours (au 14 juillet 2020) | Stéphan Anthony                | IDG       | Chirurgien Réélu pour le mandat 2020-2026 |

## Démographie
L'évolution du nombre d'habitants est connue à travers les recensements de la population effectués dans la commune depuis 1793. Pour les communes de moins de 10 000 habitants, une enquête de recensement portant sur toute la population est réalisée tous les cinq ans, les populations de référence des années intermédiaires étant quant à elles estimées par interpolation ou extrapolation. Pour la commune, le premier recensement exhaustif entrant dans le cadre du nouveau dispositif a été réalisé en 2008.

En 2022, la commune comptait 522 habitants, en évolution de −4,4 % par rapport à 2016 (Aisne : −1,97 %, France hors Mayotte : +2,11 %).
| 1793 | 1800 | 1806 | 1821 | 1831 | 1836 | 1841 | 1846 | 1851 |
| ---- | ---- | ---- | ---- | ---- | ---- | ---- | ---- | ---- |
| 680  | 697  | 692  | 735  | 754  | 745  | 736  | 812  | 816  |

| 1856 | 1861 | 1866 | 1872 | 1876 | 1881 | 1886 | 1891 | 1896 |
| ---- | ---- | ---- | ---- | ---- | ---- | ---- | ---- | ---- |
| 776  | 716  | 720  | 708  | 666  | 635  | 568  | 552  | 511  |

| 1901 | 1906 | 1911 | 1921 | 1926 | 1931 | 1936 | 1946 | 1954 |
| ---- | ---- | ---- | ---- | ---- | ---- | ---- | ---- | ---- |
| 507  | 479  | 423  | 242  | 384  | 401  | 409  | 396  | 413  |

| 1962 | 1968 | 1975 | 1982 | 1990 | 1999 | 2006 | 2008 | 2013 |
| ---- | ---- | ---- | ---- | ---- | ---- | ---- | ---- | ---- |
| 454  | 434  | 425  | 504  | 521  | 465  | 488  | 495  | 529  |

| 2018 | 2022 | - | - | - | - | - | - | - |
| ---- | ---- | - | - | - | - | - | - | - |
| 540  | 522  | - | - | - | - | - | - | - |

## Culture locale et patrimoine

### Lieux et monuments
- Église de la Nativité-de-la-Sainte-Vierge d'Alaincourt.
- Monument aux morts.
- Musée La Maison de Marie-Jeanne, collection d'objets du quotidien[32].
- Gîte de séjour communal[33].
- Médiathèque.

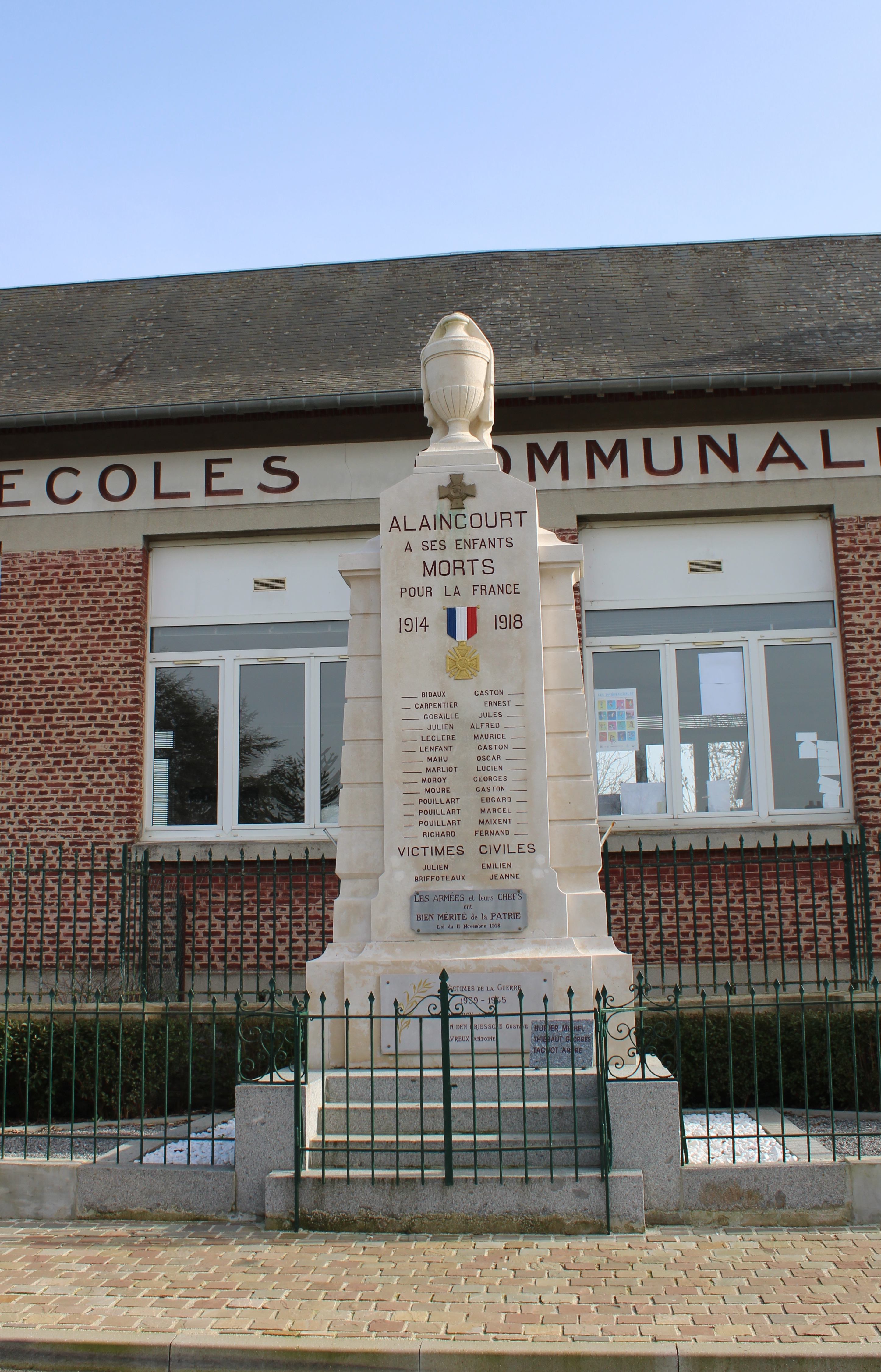
Le monument aux morts.
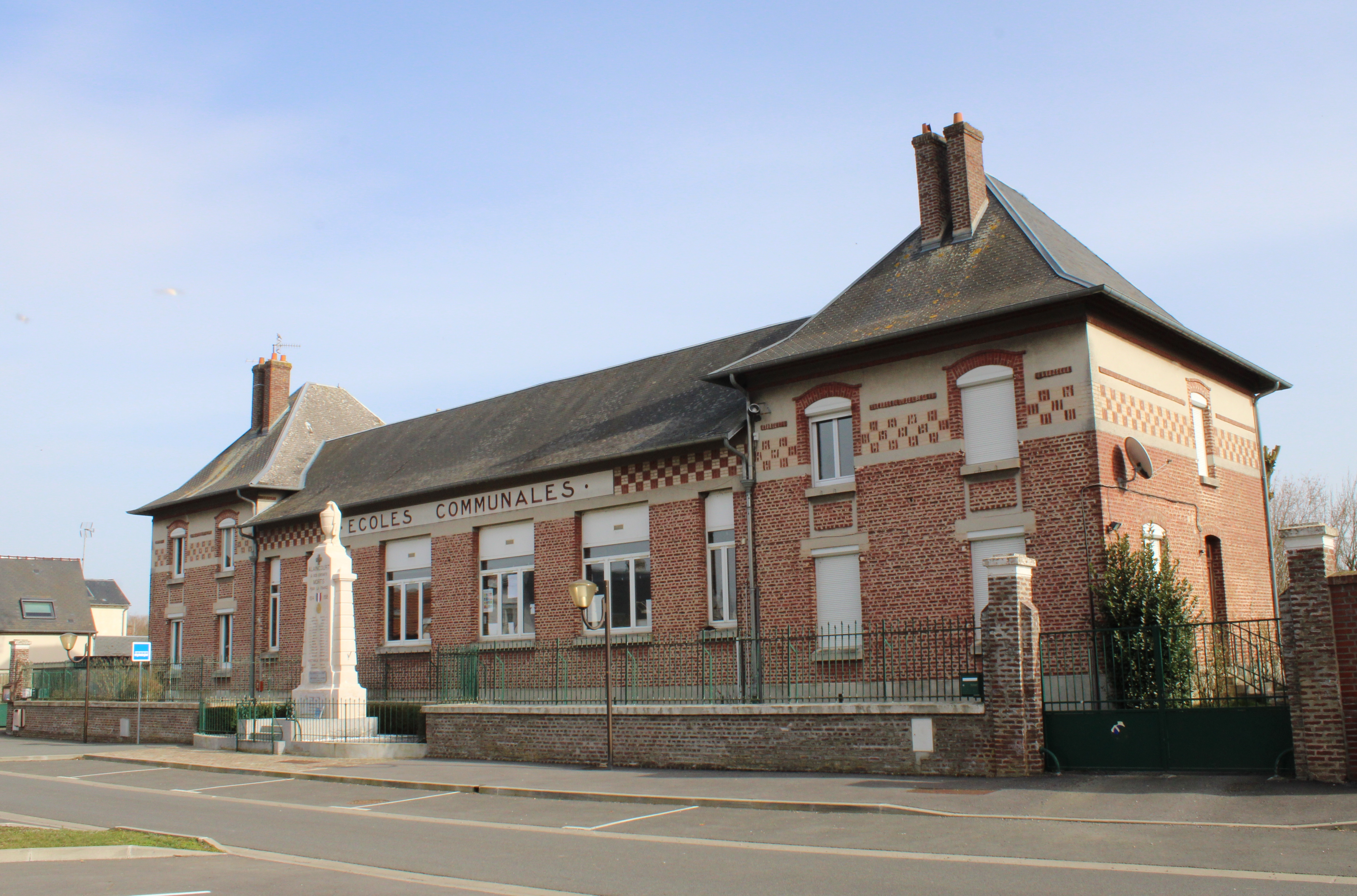
L'école.
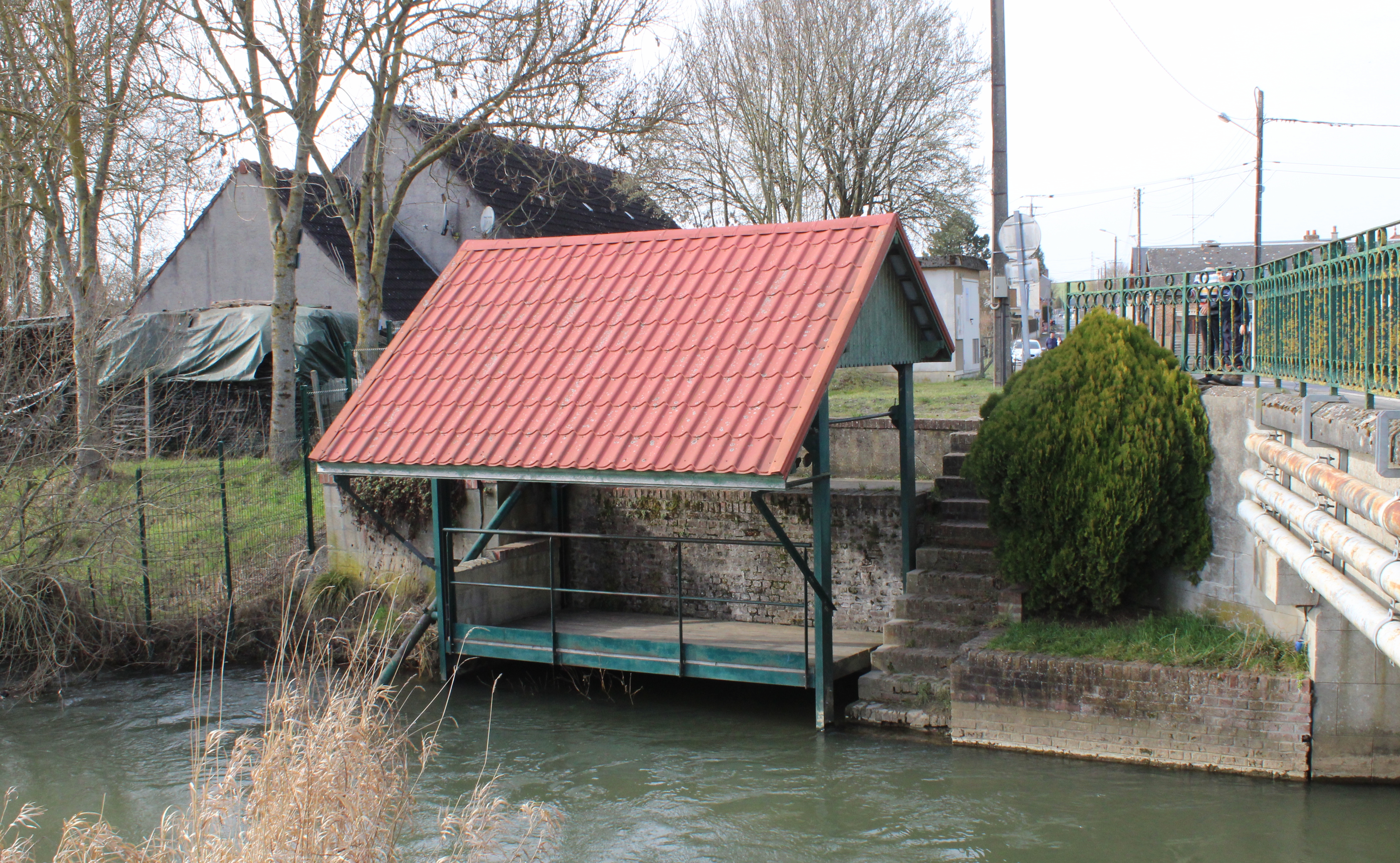
Le lavoir sur les bords de l'Oise.
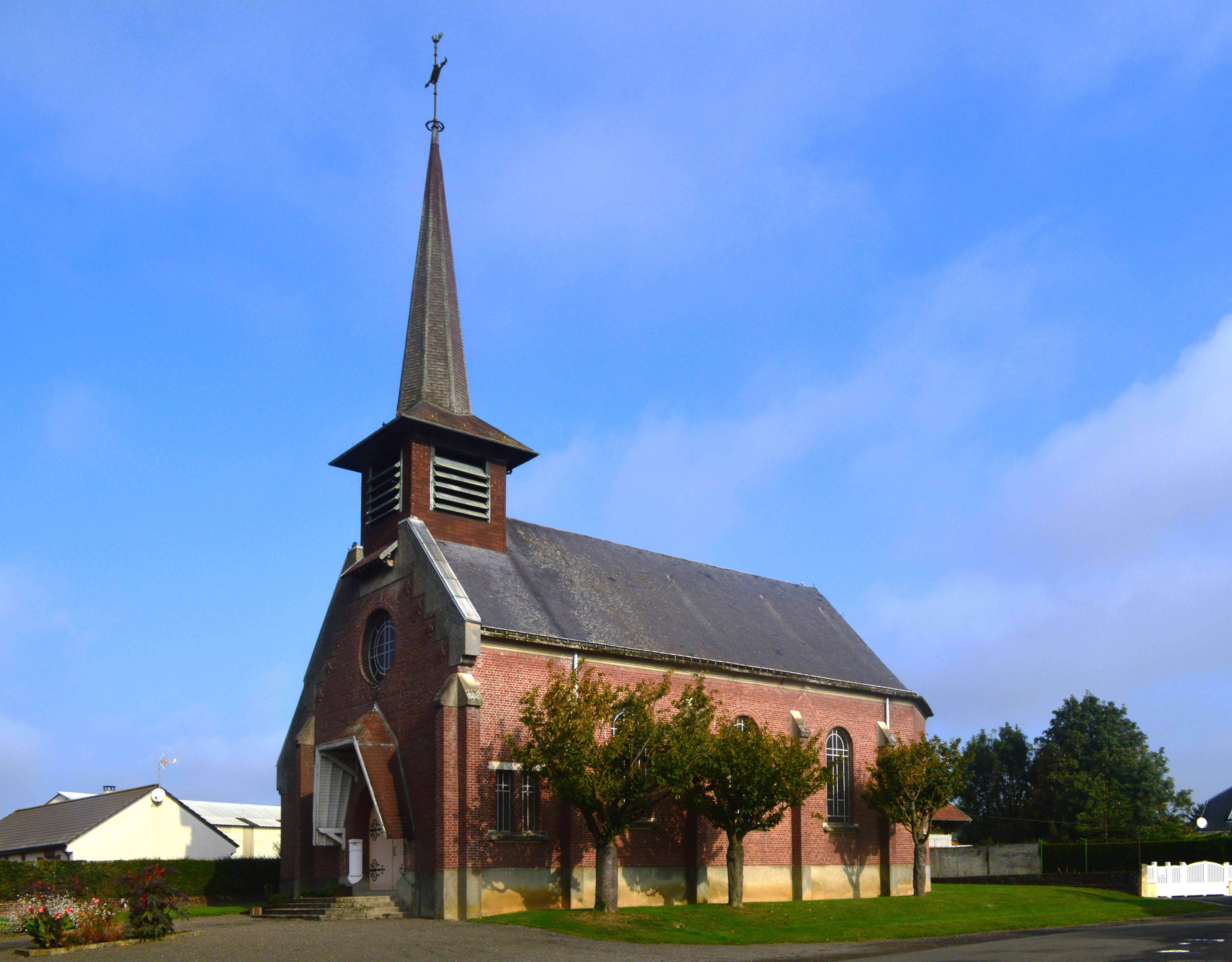
L'église Notre-Dame.

### Personnalités liées à la commune
- Robert Louis Stevenson, lors de son voyage sur l'Oise.

## Pour approfondir